# جواو نيتو
جواو نيتو هو لاعب كرة قدم برازيلي، ولد في 21 مايو 2003.